# Béthelainville
Béthelainville település Franciaországban, Meuse megyében. Lakosainak száma 156 fő (2022. január 1.). Béthelainville Dombasle-en-Argonne, Fromeréville-les-Vallons, Montzéville, Récicourt és Sivry-la-Perche községekkel határos.

## Népesség
A település népességének változása:
| Lakosok száma | 182  | 195  | 189  | 189  | 183  | 178  | 171  | 161  | 159  | 156  |
|               | 1968 | 1982 | 1990 | 2006 | 2013 | 2015 | 2017 | 2019 | 2020 | 2022 |